# 岸田九一郎
岸田 九一郎（、1907年（明治40年）1月18日 - 1996年（平成8年）10月28日）は、日本の照明技師である。元東宝従業員組合代表。京都府出身。

## 来歴
1927年（昭和2年）、京都・花園天授が丘のマキノ・プロダクションに入社。
1928年（昭和3年）、片岡千恵蔵プロダクションに移籍する。
1929年（昭和4年）1月、千恵プロは寺社の撮影所を嵯峨野に開くが、同年、岸田は日活京都撮影所に移籍した。
1936年（昭和11年）、ピー・シー・エル映画製作所に移籍。同社は、翌1937年（昭和12年）9月10日、他社と合併して東宝映画を設立、同製作所は東宝映画東京撮影所となる。1943年（昭和18年）には同社が合併して現在の東宝となり、同撮影所は東宝撮影所（現在の東宝スタジオ）と改称するが、この間、同撮影所に在籍し続けた。
1939年（昭和14年）、映画『はたらく一家』で照明技師としてデビュー。
第二次世界大戦後、1947年（昭和22年）、東宝撮影所は東宝争議で製作を中止する。このとき岸田は、争議を指揮する日映演に反対する東宝従業員組合に所属し、代表に就任している。
1954年（昭和29年）、『ゴジラ』にて、円谷英二の特撮班で照明スタッフチーフを務め、以後レギュラースタッフとなる。ただし特撮専門ではなく、本編や一般映画も多数担当した。
1967年（昭和42年）、『キングコングの逆襲』のあと、東宝撮影所を定年退職。照明機材会社を設立、社長を務める。
1996年（平成8年）10月28日、死去。満89歳。

## 人物
東宝の特撮班では長老格で、スタッフからは「お父さん」と呼ばれて慕われた。特撮監督の円谷英二は「九一ちゃん（くいっちゃん）」と呼んでいたが、円谷は「オヤジ」と呼ばれていたので、特撮監督の中野昭慶は、「当時、円谷組には親父が二人いた」と語っている。
東宝の田中友幸は、『ゴジラ』（1954年）で岸田は初めて特撮の照明を手掛けたが、巧みなライティングでゴジラの巨大感や重量感を表現したと評している。
アイディアマンで、特撮で雷の描写などに使う閃光用のフラッシュ球を独自に開発していた。これは人間の頭ほどの大きさがあった。のちの映画斜陽期では写真用のフラッシュ球で代用するようになったが、中野昭慶は「岸田式フラッシュ球」ほどの効果は得られなかったとして残念がっている。
湖底や海底が閃光を発する場面では、試行錯誤の末に、ガラスのドームに電球を仕込むことによってこれを実現させた。ゴジラが出現する前に海面が光るシーンでは、ゴムの輪をかけた裸のライトをコードがむき出しの状態で水に沈めて光らせており、後年特技監督を務めた川北紘一はこれを知った時、よく怪我をしなかったものだと驚いたという。
そのほか、行灯に電球を仕込んで光らせたり、障子に湖面の揺らめきを描写するなど、多様な光の表現を用いた。
『キングコング対ゴジラ』の撮影中、スタッフが三脚式のライトスタンドの陰で作業していると、ライトが倒れてきた。岸田はとっさに「足の根元に食らいつけ！」と叫んで、そのスタッフをライトの根元に突き飛ばした。重いライト部分はスタッフの頭を通り越して地面に激突し、長年の照明マンとしての経験に基づく岸田の機転のおかげで、このスタッフは無傷で済んだという。

## 主な作品

### 本編
- 1939年 - はたらく一家[3]
- 1940年 - ロッパの新婚旅行[3]
- 1942年 - 翼の凱歌[3]
- 1947年 - 素晴らしき日曜日[3]
- 1951年 - 悲歌
- 1951年 - 愛と憎しみの彼方へ
- 1952年 - お国と五平
- 1952年 - 思春期
- 1954年 - 透明人間
- 1955年 - 生きものの記録[3]
- 1957年 - 蜘蛛巣城[3]
- 1957年 - あらくれ
- 1957年 - 生きている小平次
- 1957年 - 地球防衛軍[3]
- 1958年 - 花嫁三重奏

### 特殊技術
- 1954年 - ゴジラ[3][6]
- 1958年 - 大怪獣バラン[3]
- 1959年 - 孫悟空
- 1959年 - 潜水艦イ-57降伏せず
- 1959年 - 日本誕生
- 1959年 - 電送人間
- 1960年 - ハワイ・ミッドウェイ大海空戦 太平洋の嵐
- 1960年 - ガス人間第一号
- 1961年 - 大坂城物語
- 1961年 - モスラ
- 1961年 - 紅の海
- 1961年 - ゲンと不動明王
- 1961年 - 世界大戦争
- 1962年 - 妖星ゴラス
- 1962年 - 紅の空
- 1962年 - キングコング対ゴジラ[6]
- 1963年 - 太平洋の翼
- 1963年 - 青島要塞爆撃命令
- 1963年 - マタンゴ
- 1963年 - 大盗賊
- 1963年 - 海底軍艦
- 1964年 - 士魂魔道 大龍巻
- 1964年 - モスラ対ゴジラ[6]
- 1964年 - 宇宙大怪獣ドゴラ
- 1964年 - 三大怪獣 地球最大の決戦[6]
- 1965年 - 太平洋奇跡の作戦 キスカ
- 1965年 - フランケンシュタイン対地底怪獣
- 1965年 - 大冒険
- 1965年 - 怪獣大戦争[6]
- 1966年 - ゼロ・ファイター 大空戦
- 1966年 - フランケンシュタインの怪獣 サンダ対ガイラ
- 1966年 - ゴジラ・エビラ・モスラ 南海の大決闘[6]
- 1967年 - キングコングの逆襲[3]